# شاهدخت شوشی (۱۳۴۸-۱۲۸۶ میلادی)
شاهدخت شوشی (به ژاپنی: 奨子内親王, Shōshi (Masako) Naishinnō)؛ ۲۸ سپتامبر ۱۲۸۶ – ۲ نوامبر ۱۳۴۸) یک شاهزاده خانم ژاپنی بود که برای مدت کوتاهی به عنوان امپراتریس افتخاری (جونبو-ریستوگو) برای برادر کوچکترش  امپراتور گودایگو خدمت کرد.